# Cantone di La Ferté-sous-Jouarre
Il Cantone di La Ferté-sous-Jouarre è una divisione amministrativa dell'arrondissement di Meaux.
A seguito della riforma complessiva dei cantoni del 2014 è passato da 19 a 47 comuni.

## Composizione
Prima della riforma del 2014 comprendeva i comuni di:
- Bassevelle
- Bussières
- Chamigny
- Changis-sur-Marne
- Citry
- La Ferté-sous-Jouarre
- Jouarre
- Luzancy
- Méry-sur-Marne
- Nanteuil-sur-Marne
- Pierre-Levée
- Reuil-en-Brie
- Saâcy-sur-Marne
- Sainte-Aulde
- Saint-Jean-les-Deux-Jumeaux
- Sammeron
- Sept-Sorts
- Signy-Signets
- Ussy-sur-Marne

Dal 2015 comprende i comuni di:
- Armentières-en-Brie
- Bassevelle
- Bussières
- Chamigny
- Changis-sur-Marne
- Citry
- Cocherel
- Congis-sur-Thérouanne
- Coulombs-en-Valois
- Crouy-sur-Ourcq
- Dhuisy
- Douy-la-Ramée
- Étrépilly
- La Ferté-sous-Jouarre
- Fublaines
- Germigny-l'Évêque
- Germigny-sous-Coulombs
- Isles-les-Meldeuses
- Jaignes
- Jouarre
- Lizy-sur-Ourcq
- Luzancy
- Marcilly
- Mary-sur-Marne
- May-en-Multien
- Méry-sur-Marne
- Montceaux-lès-Meaux
- Nanteuil-lès-Meaux
- Nanteuil-sur-Marne
- Ocquerre
- Pierre-Levée
- Le Plessis-Placy
- Poincy
- Puisieux
- Reuil-en-Brie
- Saâcy-sur-Marne
- Saint-Jean-les-Deux-Jumeaux
- Sainte-Aulde
- Sammeron
- Sept-Sorts
- Signy-Signets
- Tancrou
- Trilport
- Trocy-en-Multien
- Ussy-sur-Marne
- Vendrest
- Vincy-Manœuvre